# Mamoru Mōri
Mamoru Mōri (毛利 衛, Mōri Mamoru) est un spationaute japonais né le 29 janvier 1948.

## Vols réalisés
- STS-47, lancée le 12 septembre 1992, fut une mission de coopération américano-japonaise, d'une durée de 8 jours, en partie consacrée au laboratoire Spacelab.
- STS-99, lancée le 11 février 2000, à bord de la navette spatiale Endeavour.

## Distinctions
- Membre honoraire de l'ordre d'Australie (2006)[1]

- (4613) Mamoru